# Kamikawa (subprefectuur)

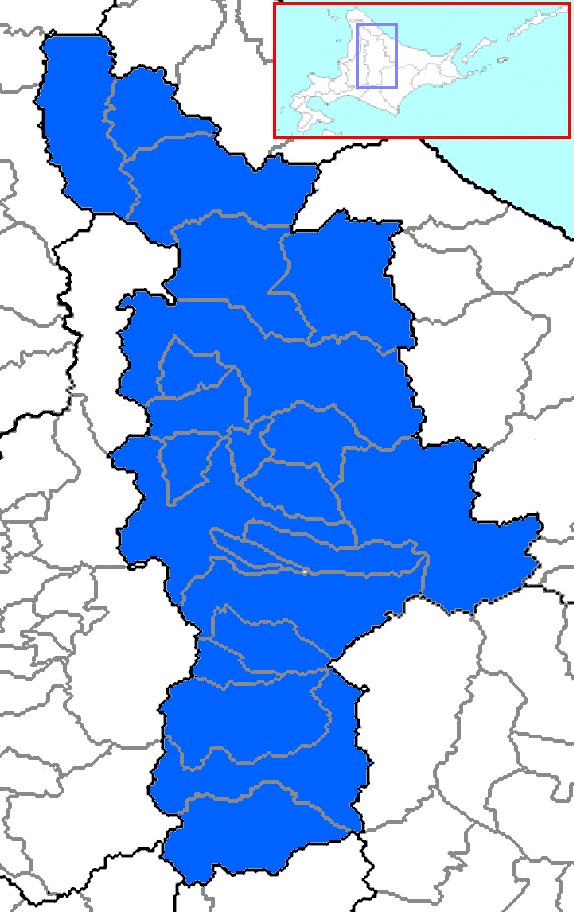
Kaart van de subprefectuur Kamikawa.

 Kamikawa  (Japans: 上川支庁,  Kamikawa-shichō) is een subprefectuur van de prefectuur Hokkaido, Japan. Kamikawa heeft een oppervlakte van 9852,21 km² en een bevolking van ongeveer 535.456 inwoners (2005). De hoofdstad is Asahikawa. De naam van de subprefectuur is afgeleid van het Japanse Kamikawa no hitobito no Shūraku (Dorp van de mensen van de bovenloop), een vertaling van het Ainu Peni Unguri Kotan.

## Geschiedenis
De Japanse bewoning van het gebied begon in 1867. De subprefectuur werd opgericht in 1897. In 1899 werd het dorp Furano – de huidige stad Furano – en het district Sorachi met de gemeenten Kamifurano, Nakafurano en Minamifurano, allen uit de subprefectuur Sorachi overgeheveld naar de subprefectuur Kamikawa.

## Geografie
Kamikawa wordt begrensd door de subprefecturen Hidaka, Iburi, Sorachi, Rumoi, Soya, Abashiri en Tokachi.
De administratieve onderverdeling is als volgt:

### Zelfstandige steden (市) shi
Er zijn 4 steden in de suprefectuur Kamikawa:
- Asahikawa (hoofdstad)
- Furano
- Nayoro
- Shibetsu

### Gemeenten (郡 gun)
De gemeenten van Kamikawa, ingedeeld naar district:
| District            | Gemeenten                                                                       |
| ------------------- | ------------------------------------------------------------------------------- |
| Kamikawa (Ishikari) | Takasu - Higashikagura - Tōma - Pippu - Aibetsu - Kamikawa - Higashikawa - Biei |
| Kamikawa (Teshio)   | Wassamu - Kenbuchi - Shimokawa                                                  |
| Sorachi             | Kamifurano - Nakafurano - Minamifurano                                          |
| Yūfutsu             | Shimukappu                                                                      |
| Nakagawa            | Bifuka - Otoineppu - Nakagawa                                                   |

### Fusies
(Situatie op 19 mei 2008) 
Zie ook: Gemeentelijke herindeling in Japan
- Op 1 september 2005 werd de gemeente Asahi van het district Kamikawa (Teshio) aangehecht bij de stad Shibetsu.
- Op 27 maart 2006 werd de gemeente Fūren from van het district Kamikawa (Teshio) aangehecht bij de stad Nayoro.
- Op 1 april 2010 werd de gemeente Horokanai (district Uryū) van de subprefectuur Sorachi afgesplitst en aangehecht bij de subprefectuur Kamikawa.[1]

## Vervoer

### Luchthaven
- Luchthaven Asahikawa (旭川空港, Asahikawa Kūkō), een regionale luchthaven op de grens van de stad Asahikawa met de gemeente Higashikagura.

### Trein
- Hokkaido Railway Company
  - Hakodate-lijn
  - Soya-lijn
  - Sekihoku-lijn
  - Nemuro-lijn
  - Furano-lijn
  - Sekishō-lijn

### Weg
- Autosnelweg
  - Hokkaido-autosnelweg
  - Asahikawa-Monbetsu-autosnelweg